# Раздан (стадион)
«Разда́н» (арм. Հրազդան մարզադաշտ) — универсальный стадион в Ереване, столице Армении. Самый большой и единственный двухъярусный стадион Армении.

## История

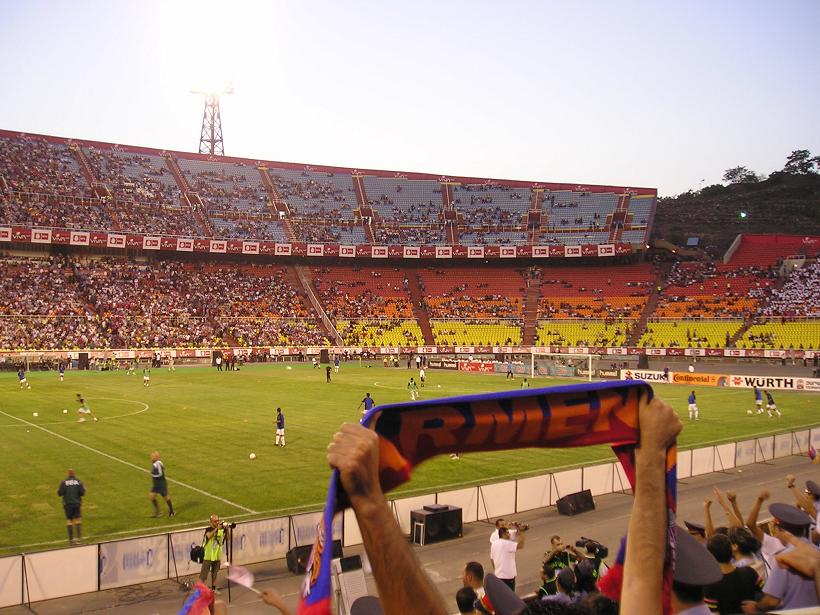
На матче сборной Армении

«Раздан» был построен в 1970—1971 годах за 11 месяцев при поддержке фонда Галуста Гюльбенкяна на склоне у реки Раздан, от которой и получил название. Открытие стадиона состоялось 19 мая 1971 года. В советское время был одним из самых вместительных стадионов СССР и одним из немногих двухъярусных. Именно на этом стадионе футбольные болельщики «Арарата» увидели победы клуба, приведшие к золоту чемпионата СССР 1973 года и победам в Кубке СССР 1973, 1975 годов. Сборная СССР на стадионе провела только два матча, которые оба датируются 1978 годом. В апреле в товарищеской игре против финской сборной (10:2 в пользу СССР), а через полгода в отборочном матче чемпионата Европы против сборной Греции (2:0 победа советской сборной). На матче с Финляндией присутствовало 12 000 зрителей, на матч с Грецией пришло 40 тысяч.
В 1984 году на стадионе выступала с сольным концертом Алла Пугачёва. Съёмки концерта вошли в фильм «Пришла и говорю».
После распада СССР на стадионе проводила свои матчи сборная Армении, а также футбольные клубы. В 1990-х годах на стадионе проводились финалы Кубка Армении по футболу. В 2002 году был отреставрирован, реставрация была продолжена в 2006—2008 годах. Первоначально вмещал в себя 75 000 зрителей, после частичной реконструкции 69 000. После реконструкции и установки индивидуальных кресел, стадион вмещает 55 000 зрителей, является крупнейшим стадионом в Армении. По плану на стадионе должны были построить ярус и над восточной трибуной, но если бы он был построен, то «Раздан» превышал бы вместимостью «Лужники» («Лужники» считался самым главным стадионом в СССР, так как он располагался в Москве, столице СССР), поэтому было принято решение оставить ярус только над западной трибуной. После успехов сборной Армении в отборочном цикле к Евро-2012 футбол стал популярен, и стадион начал активно использоваться для проведения домашних матчей. Также стоит отметить тот факт, что стадион расположен на горном ландшафте в ущелье и для его строительства было затрачено огромное количество денег. Он расположен рядом с известным на весь мир коньячным заводом «Арарат».
До 2011 года являлся домашней ареной футбольного клуба «Киликия». Владелец стадиона Ашот Агабабян, был одновременно и владельцем футбольного клуба «Киликия». Однако в начале 2011 года руководство решило расформировать клуб по финансовым причинам, что в итоге и произошло. Домашние игры на «Раздане» до августа 2015 года проводили футбольные клубы Премьер-лиги «Арарат» и «Улисс».
26 июня 2015 года судом признан банкротом.

## Характеристики
Стадион двухъярусного уровня. Ввиду расположенности стадиона на склоне, второй ярус имеется только на Западной трибуне. С восточной стороны стадион выходит к склону, внизу которого течёт река Раздан. Габариты поля 105х68 м. Включает в себя залы для карате, художественной гимнастики, баскетбола, бокса, фехтования, аэробики и настольного тенниса. Кроме того, в состав стадиона входят зал общей физической подготовки, два конференц-зала, три ресторана.

## Галерея

Фотогалерея
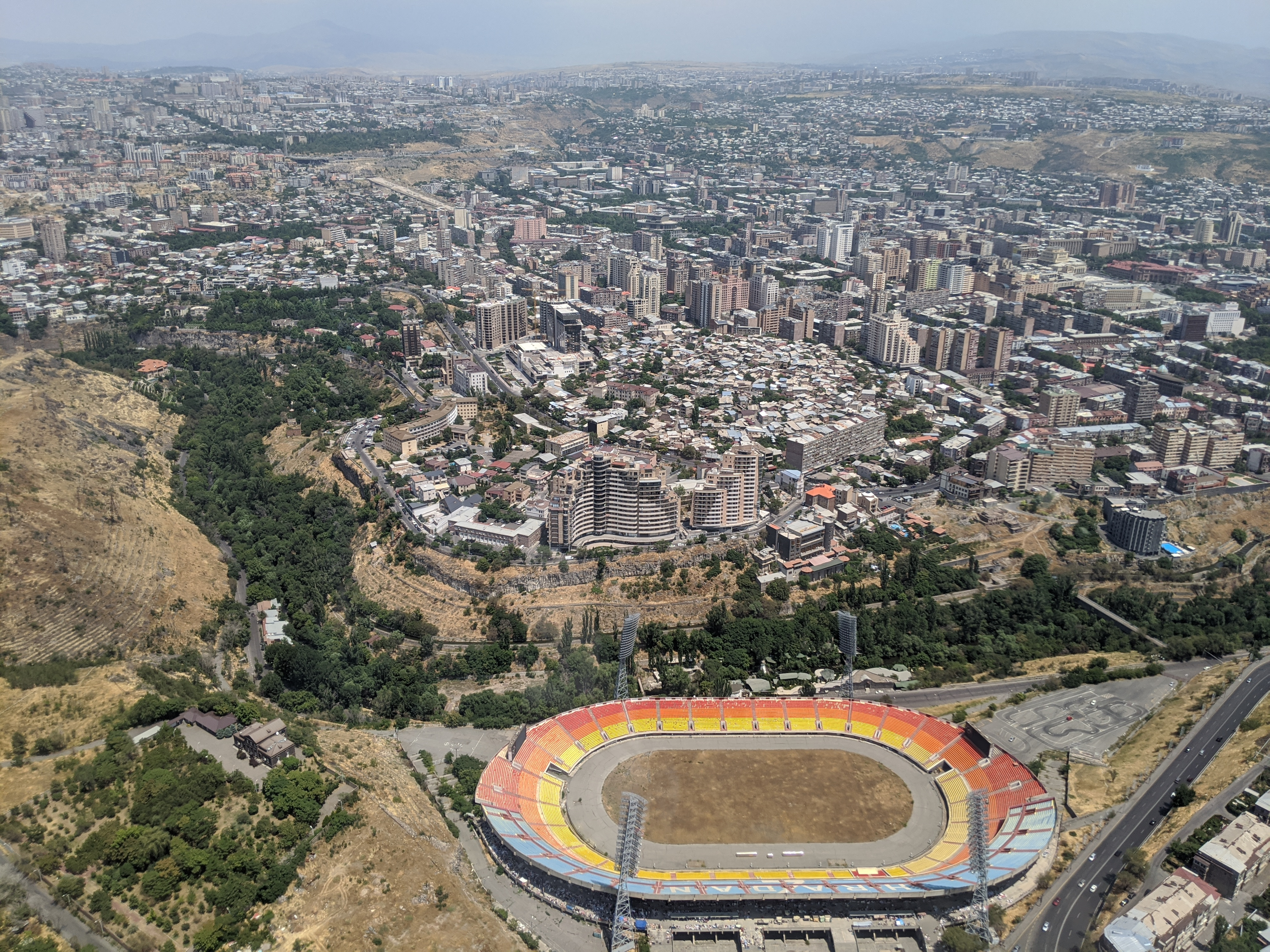
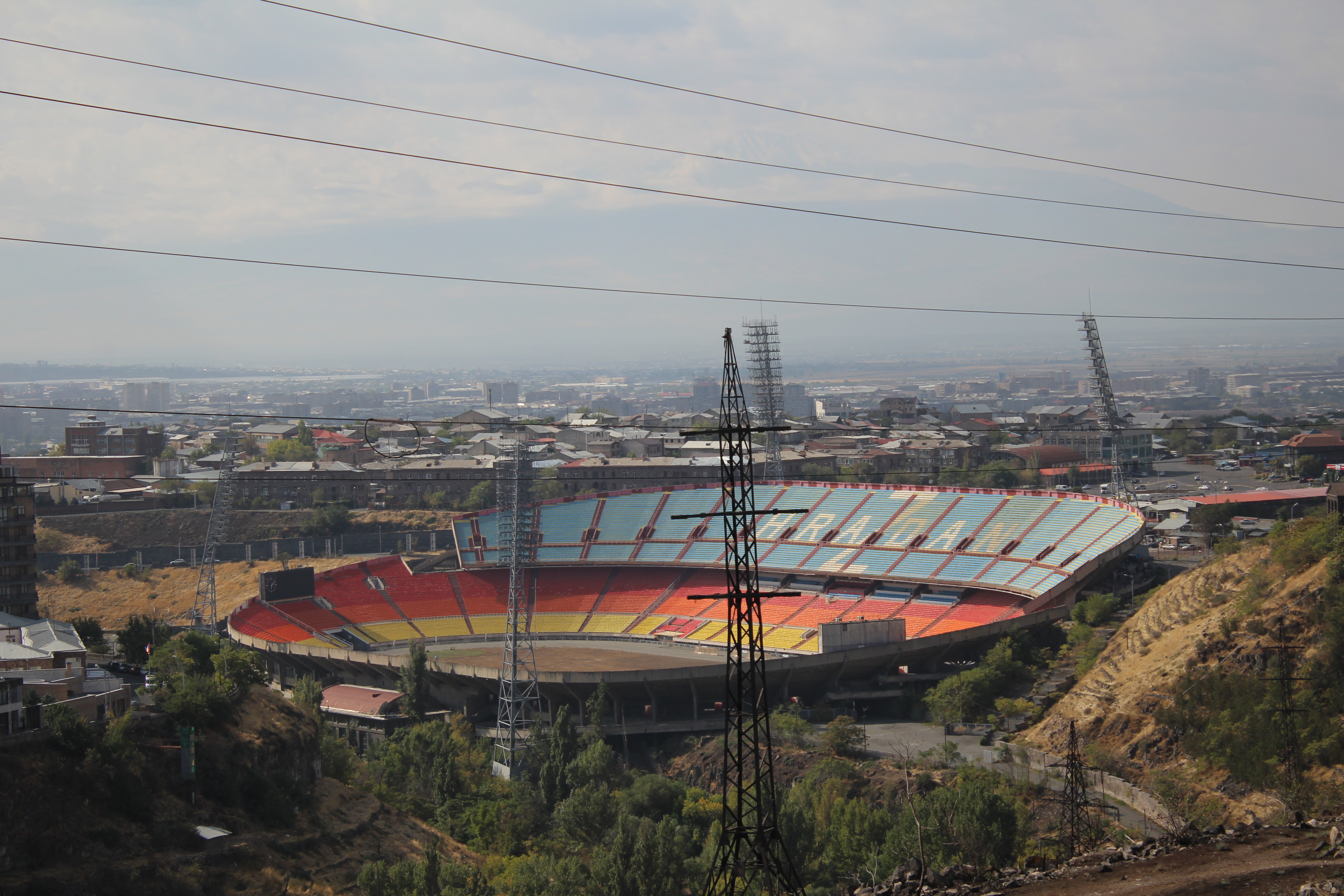